# Somatochlora cingulata
Somatochlora cingulata е вид водно конче от семейство Corduliidae. Видът не е застрашен от изчезване.

## Разпространение
Разпространен е в Канада (Албърта, Британска Колумбия, Квебек, Лабрадор, Манитоба, Нова Скотия, Ню Брънзуик, Нюфаундленд, Онтарио, Остров Принц Едуард и Саскачеван) и САЩ (Масачузетс, Мейн, Минесота, Мичиган, Ню Йорк, Ню Хампшър, Уайоминг и Уисконсин).

## Описание
Популацията на вида е стабилна.